# Амвросій (Макар)
Архимандрит Амвросій, раніше протоієрей  Мака́р Мико́ла Федорович (23 лютого 1961, Макіївка) — церковний історик і богослов, автор трьох книг, доктор теології, проректор Київської Духовної Академії і Семінарії УПЦ МП у 2000-2006 роках, голова Київського Релігійно-філософського товариства з 2003 року по 2017 рік, коли його замінив Ілля Назаров.

## Життєпис
У 1978-1981 роках закінчив Одеську духовну семінарію. У 1985 р. закінчив Московську духовну академію зі ступенем кандидата богословських наук, а у 1995 році - аспірантуру зі ступенем доктора богословських наук.
У 1990-х роках перейшов до Української Греко-Католицької Церкви (УГКЦ), вчився в Римі при Папському Східному Інституті та брав участь у екуменічних ініціативах, перед тим що знову перейшов до Української Православної Церкви.
У 1995-1996 роках був викладачем богословського факультету Вінніпезького університету в Канаді.
У 1996 році став викладачем Київської духовної академії та семінарії, де у 2000-2006 роках працював проректором.
Вже як проректор КДА, Макар Микола Федорович очолив два важливих проекта – так, 26 червня 2003 року ним було зареєстровано громадську організацію «Київське релігійно-філософське товариство» (фактично, для відродження однойменного дореволюційного товариства), співзасновницею виступила видатна київська філософ Філіпенко Наталія Григорівна, а також разом з видавцем та філософом Костянтином Сіговим отець Микола зареєстрував та очолив екуменічну громадську організацію «Спілкування та єдність».
У 1997-2000 роках побудував православний комплекс св. Архистратига Божого Михаїла на Дарниці (м. Київ).
З 2006 року живе в Мілані (Італія), причини переїзду точно невідомі. Він став настоятелем православної парафії на честь Святителя Амвросія Медіоланського і членом Ради Християнських Церков Мілана. З 2008 року під його керівництвом на парафії щорічно проходить Православна Міжнародна науково-богословська конференція «Амвросіївські читання», видаються збірники її матеріалів, парафіяльний журнал, створені богословські курси, організовуються паломницькі поїздки і т.д.
21 серпня 2011 року в Мілані від єпископа Корсунського РПЦ Нестора (Сиротенка) прийняв чернечий постриг з іменем Амвросій.

## Наукові праці
- Протоиерей Николай Макар. Экклезиология А. С. Хомякова. // Христианская мысль, К., 2005, №2
- Протоиерей Николай Макар. Актуальность исихастских исследований (нравственно-аскетический аспект). // Христианская мысль, К., 2006, №3
- Луцький Псалтир 1384 року / [архімандрит Амвросій (Макар) - передмова, та ін.]. - Вид. факсим. типу. - Київ : Горобець, 2013.
- Архимандрит Амвросий (Макар). Свет Христов просвещает всех. Киев, 2013.
- Архимандрит Амвросий (Макар). Любовь Божия в сердце человека. Проповеди периода Постной и Цветной Триоди. Киев, 2015.
- Архимандрит Амвросий (Макар). Византийская крестово-купольная система. Киев, 2019.